# Serge Lama
 (juillet 2013).
Si vous disposez d'ouvrages ou d'articles de référence ou si vous connaissez des sites web de qualité traitant du thème abordé ici, merci de compléter l'article en donnant les références utiles à sa vérifiabilité et en les liant à la section « Notes et références ».
Cet article possède un paronyme, voir Serge Slama.
Pour les articles homonymes, voir Lama et Chauvier.
Serge Chauvier, dit Serge Lama, né le 11 février 1943 à Bordeaux (Gironde), est un chanteur et parolier français. 
Sa carrière a commencé en 1964, il est l'un des chanteurs français les plus populaires depuis la fin des années 1960. Il publie trente-deux albums dont neuf enregistrés en public et plusieurs de ses chansons deviennent des classiques de la chanson française, notamment Les Ballons rouges, D'aventures en aventures, Je suis malade, Les P'tites Femmes de Pigalle ou encore Femme, femme, femme.

## Biographie

### Enfance
Serge Chauvier naît le 11 février 1943 à Bordeaux, en Gironde. Il est fils unique de Georges Chauvier (1920-1984), chanteur d'opérette — il a obtenu le premier prix du conservatoire de Bordeaux — et de Georgette Ponceaud (1920-1985). Il passe une petite enfance heureuse (mais marquée par les souvenirs de la Seconde Guerre mondiale), baigné par les airs du répertoire lyrique et les chants de Luis Mariano. Il passe ses vacances en Dordogne, chez sa grand-mère maternelle.
En 1950, face au succès rencontré dans la région de Bordeaux, son père, chanteur, décide de tenter sa chance à Paris. Serge, qui a 7 ans, est confié à sa grand-mère. Il y reste six mois, demi-pensionnaire chez les frères, avant de rejoindre ses parents.
Entre 1951 et 1954, la famille vit petitement dans une chambre d’hôtel, 19 rue Duvivier, dans le 7e arrondissement. En mal de succès, la carrière de son père a du mal à démarrer. La famille a peu d’argent mais Serge est heureux. Il aime aller chercher son père au théâtre des Capucines et traîner dans les coulisses.
Vers 1954, il écrit ses premiers textes, dont sa première chanson. Il écoute Georges Brassens, Gilbert Bécaud, Édith Piaf, Maurice Chevalier et les opérettes. Un ami de son père, Marcel Gobineau, devient son maître et son ami. Serge lui dédiera plus tard la chanson Mon ami, mon maître. En face du théâtre des Capucines se trouve un music-hall, l'Olympia, où il rêve de chanter un jour.
Poussé par sa femme qui ne supporte plus cette vie, son père renonce à sa carrière de chanteur et devient représentant pour un brasseur de bière. La famille s'installe dans un appartement d'Issy-les-Moulineaux. Serge Lama, qui est inscrit au lycée Michelet de Vanves, ne s'intéresse pas beaucoup aux études. Toutefois, c’est avec plaisir qu’il intègre la troupe de théâtre amateur du lycée. Avec sa mère, il entretient une relation toxique à tel point qu'il la qualifie de « monstre ». Il quitte le lycée sans aucun diplôme, et s'inscrit dans une école de dessin. Il sèche les cours pendant un an et quitte ses parents.
De 1960 à 1963, il vit de petits boulots ; entre autres, il travaille dans une banque. Lors de son service militaire, il part en Algérie, à la base d’Hammaguir, en plein désert, où il est affecté au standard. Dix-huit mois durant, il écrit des chansons. Il rentre en France en décembre 1963.

### Carrière

#### Débuts, accident de voiture et retour
Il décide de changer de nom : "Chauvier, ça sonnait pas, ça ne marchait pas”. Il raconte être tombé sur le nom Lama par hasard, en ouvrant le dictionnaire.
En 1964, Serge Lama fait la rencontre de la pianiste Jackie Bayard, qui met ses premiers textes en musique.
Après un très bref passage au Petit Conservatoire de la chanson de Mireille, il passe plusieurs auditions et est engagé au cabaret l'Écluse à Paris le 11 février, le jour de ses vingt-et-un ans. Barbara est la vedette du spectacle. À 'L’Écluse, il tombe amoureux de la pianiste de Barbara, Liliane Benelli, de huit ans son aînée.
Remarqué par Renée Lebas, il enregistre son premier disque, un super 45 tours comprenant les titres À 15 ans, En ce temps-là, Le Bouffon du roi et C'était ma femme,.
En octobre, il passe à Bobino en lever de rideau de Barbara et Georges Brassens, où il est repéré par l'imprésario Charley Marouani. S'ensuivent ses premiers cabarets et son premier passage à la télévision, dans l'émission Discorama le 11 octobre 1964.
En 1965 paraît un second super 45 tours. L’été suivant, il part en tournée, en première partie de Marcel Amont. Le 12 août, il est victime d’un grave accident de voiture près d'Aix-en-Provence : la Peugeot 404 conduite par Jean-Claude Ghrenassia, le régisseur de la tournée et frère d'Enrico Macias, s’écrase contre un arbre. Liliane Benelli, sa fiancée assise à l'arrière, est tuée sur le coup. Ghrenassia ne sortira pas du coma et mourra. Serge Lama, polytraumatisé, frôle la mort mais survit. Il passe une année allongé sur un lit et subit une dizaine d'opérations. Marcel Amont prévient les médecins qu'il est chanteur et les dissuade de le trachéotomiser, ce qui aurait ruiné sa carrière.

Le 7 décembre, Georges Brassens, Marcel Amont, Régine, Pierre Perret, Barbara, Enrico Macias, Jean-Jacques Debout et Sacha Distel donnent à l'Olympia une soirée de soutien en sa faveur. La recette lui est reversée. Barbara écrit Une petite cantate en hommage à son amie et pianiste Liliane Benelli, et Serge Lama lui dédie Sans toi en 1966, D'aventures en aventures en 1968, et Toute blanche en 1974. Il déclare : 

« Et c'était en plus ma première histoire d'amour, la seule vraie. C'est la première fois que je ressentais ça. »

Toujours immobilisé, il enregistre deux 45-tours, en février et juin 1966, avec en titre phare pour le second single la chanson Sans toi.
En mai, un jeune pianiste, Yves Gilbert, lui est envoyé par Régine. Cette rencontre marque le début d'une longue et fructueuse collaboration. Yves Gilbert sera (plus tard en compagnie d'Alice Dona) le compositeur attitré du chanteur et l'accompagnera sur scène au piano durant de nombreuses années.
En 1967, il enregistre un autre EP 45 tours avec comme titre phare Les Ballons rouges qui, au fil du temps, devient l'un des classiques de son répertoire. Après quatorze opérations en deux ans et une longue rééducation, il reprend son métier au cabaret parisien l'Écluse puis à l'Olympia en octobre, en première partie de Nana Mouskouri.
L'année 1968 est celle de sa renaissance artistique. Serge Lama part en tournée avec Enrico Macias et enregistre l'album D'aventures en aventures. En octobre, il se produit sur la scène de Bobino en première partie de Georges Chelon, et connaît son premier grand succès. En décembre, il épouse Daisy Brun, une attachée de presse rencontrée pendant sa convalescence.
En 1969 sort Les Ballons rouges, une compilation des titres sortis en 1966 et 1967. Il rencontre également un succès d'estime avec C'est toujours comme ça la première fois, qui s'écoule à plus de 50 000 exemplaires. Avec la chanson Une île, sur une musique composée par son ami et pianiste Yves Gilbert, Lama remporte la Rose d'or d'Antibes-Juan-les-Pins, en 1969. Il sort en février 1970 un deuxième album original, Et puis on s'aperçoit. La chanson Une île figure parmi les 108 chansons retenues lors de la sélection française pour le Concours Eurovision de la chanson 1969 mais le jury choisira la chanson Un jour, un enfant, interprétée par Frida Boccara (gagnante ensuite du concours Eurovision ex aequo avec le Royaume-Uni, l'Espagne et les Pays-Bas).
Du 24 février au 16 mars 1970, il passe à Bobino, pour la première fois en vedette sur une scène. Ces années-là, il rencontre Michèle Annie Potier, sa future épouse (qui a déjà un fils en bas âge prénommé Nicolas).

#### La consécration
En 1971, Serge Lama obtient un deuxième succès avec la chanson Superman ; le 45 tours s'écoule à 60 000 exemplaires. En mars, sort l'album Superman qui comprend Un jardin sur la Terre, une chanson composée par Alice Dona. Lama est sélectionné en interne par un jury d'experts avec cette chanson face à Jean Ferrat, Séverine, Guy Bonnet entre autres, pour représenter la France au Concours Eurovision de la chanson 1971. Le 3 avril, il interprète Un jardin sur la Terre lors du 16e Concours Eurovision de la chanson se déroulant au Gaiety Theatre de Dublin en Irlande. Il passe en 7e position sur la scène sous la direction du chef d'orchestre Franck Pourcel. Au terme du vote final des représentants des pays, uniquement des jurys cette année-là, il obtient un résultat moyen, se classant 10e sur les 18 pays en compétition. Séverine, qui a échoué face à Serge Lama lors de la sélection interne française avec la chanson Viens, remporte le Concours Eurovision 1971 pour Monaco avec la chanson Un banc, un arbre, une rue.
La même année, il se produit dans différents cabarets.

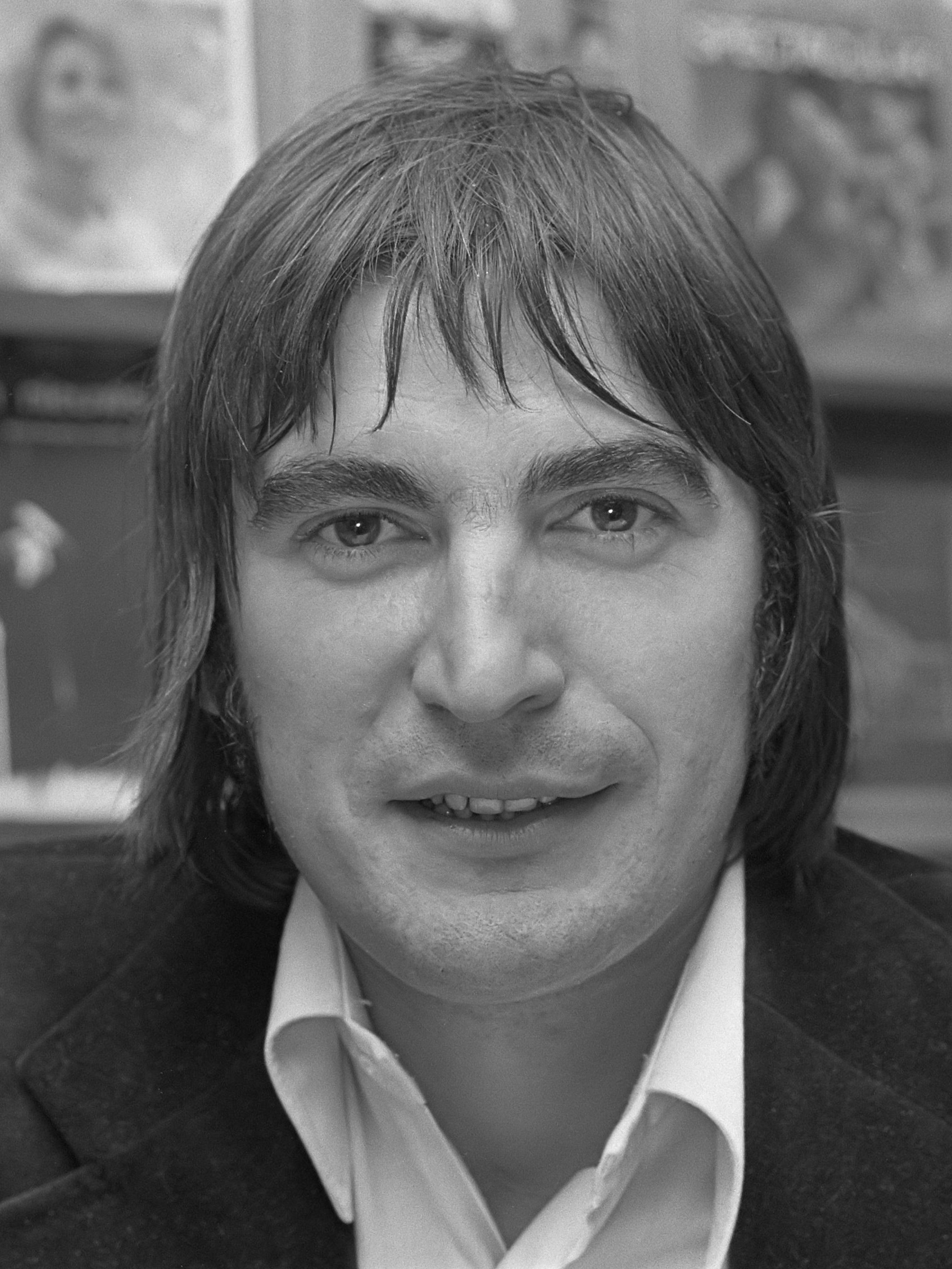
Serge Lama en 1974.

En 1973, paraît le 33 tours Je suis malade. Cet album, sous une pochette rouge, marque un tournant dans sa carrière et lui vaut d'obtenir son premier disque d'or. Outre Je suis malade, composée par Alice Dona (et qu'interprète également Dalida, qui contribue beaucoup à populariser le titre), le disque comprend les succès Les Glycines, La chanteuse a vingt ans, L'Enfant d'un autre et Les P'tites Femmes de Pigalle. Il part en tournée, puis participe, le 12 février à l'Olympia, à un Musicorama retransmis en direct sur Europe 1. Ce soir-là, Serge Lama, tout comme Maxime Le Forestier, accède au statut de vedette ; dans la foulée, Bruno Coquatrix lui fait signer le soir même un contrat pour passer en vedette du 9 au 21 mars.
Son cinquième album, intitulé Chez moi, paraît en 1974 et c'est à nouveau un grand succès. Le chanteur se produit de nouveau à l’Olympia du 5 au 18 février. Le tour de chant est capté et publié sur le double album Serge Lama à l'Olympia. Cette année-là, il reçoit un Oscar de la chanson française pour Les P'tites Femmes de Pigalle.
Il inaugure la salle de spectacles du Palais des Congrès, du 15 janvier au 2 février 1975, dans un tour de chant produit par Roland Hubert. Il passe le reste du temps en tournée. L'album La Vie lilas sort en novembre. En janvier 1976, il est l'invité d’honneur de l'émission Le Grand Échiquier de Jacques Chancel sur Antenne 2.
Il est à nouveau sur la scène du Palais des Congrès du 8 janvier au 27 février 1977. Il enregistre l’album L'Enfant au piano, et un second en public Palais des congrès 77. À cette époque, il donne plus de 250 concerts par an[réf. nécessaire].
En octobre 1978, Serge Lama enregistre et publie son premier double album enregistré en studio Enfadolescence, contenant l'un des plus grands succès de sa carrière, Femme, femme, femme. L'année suivante, il retrouve le Palais des congrès pour 70 galas de janvier à avril 1979 où 300 000 personnes vont l'applaudir. Des enregistrements de ces spectacles sont publiés dans l'album Palais des congrès 79. Cette même année, il enregistre l'album Lama chante Brel dont les bénéfices sont reversés au profit de la recherche contre le cancer.
Il apparaît dans le rôle d'un pompiste dans le film Alors... Heureux ? de Claude Barrois.
En octobre 1980, paraît son dixième album enregistré en studio Souvenirs... Attention... Danger !.
Il retrouve une nouvelle fois sa salle parisienne favorite, le Palais des congrès, où 330 000 spectateurs vont venir l'applaudir durant les soixante-dix représentations qu'il donne entre le 19 janvier et le 5 avril 1981. Un album baptisé Palais des congrès 81 - Avec simplicité sera tiré des captations de ces concerts.
Cette même année, il enregistre également un album avec son père Lama père et fils, suivi d'une tournée ensemble.

#### La comédie musicaleNapoléon(1982-1989)
Serge Lama se lance dans l'écriture d’une comédie musicale consacrée à l'Empereur Napoléon Bonaparte. Composé par Yves Gilbert, son Napoléon est proposé sur un double album, J'assume tout Napoléon, en septembre 1982. Il le présente chez Michel Drucker lors d’une soirée spéciale. Un second opus, Marie, la polonaise : Napoléon volume III faisant office de suite, sort en octobre 1984.
En février 1984, il fête ses 20 ans de carrière sur la scène du Grand Rex à Paris.
La comédie musicale est montée au Théâtre Marigny du 20 septembre 1984 à juin 1986.
Le 14 décembre 1984, ses parents sont victimes d’un accident d'automobile, percutés par un véhicule conduit tous feux éteints en pleine nuit et de surcroît volé. Son père décède sur le coup, sa mère trois mois plus tard.
Il participe de nouveau au Grand Échiquier le 21 janvier 1985.
Il retrouve les studios d’enregistrements en 1986 pour les albums Portraits de femmes, et Je t'aime en 1987. Ces deux productions passent quelque peu inaperçues. Pour autant, Serge Lama retourne à la chanson au Casino de Paris, en octobre 1987, dans un spectacle un peu différent, dans lequel il s'entoure de danseurs. L'album En concert est publié.
Il part en tournée en France et au Québec avec le spectacle Napoléon. Le million de spectateurs sera atteint à la salle Wilfrid-Pelletier de la Place des Arts de Montréal où le spectacle rebaptisé Napoléon-Lama tiendra l'affiche plusieurs semaines en 1988. Au Québec, Napoléon est monté avec des artistes québécois, sauf pour les deux rôles-titres tenus par Patrice Dozier et Christine Delaroche. Une vidéo de la version québécoise est enregistrée et le spectacle télédiffusé.
Le 11 février 1989, Serge Lama fête ses vingt-cinq ans de carrière dans un spécial Champs-Élysées de Michel Drucker sur Antenne 2.

### En marge de la chanson, le comédien
En 1991, Serge Lama s'essaie au théâtre. Il joue avec Agnès Soral dans La Facture de Françoise Dorin aux Bouffes Parisiens.
Un nouvel album Amald'âme sort en avril 1992, sur lequel Serge Lama revisite d'anciennes chansons mêlées à trois inédites.
L'année suivante, il joue dans Toâ — une pièce de Sacha Guitry — au théâtre Édouard VII et en tournée.
En novembre 1994, sort Lama, son premier album produit par Warner.
En 1994-1995, il incarne le commissaire Paparel dans la série télévisée Placé en garde à vue, diffusée sur France 3.
En 1997, il tourne à nouveau au Québec (en janvier), puis en France. Cette année-là sort une intégrale, L'Âme à nu, de douze CD incluant l'ensemble de ses enregistrements studio.
En 1999, il joue dans un court métrage tourné à Sète, intitulé La Courte Échelle, de Thierry Poirier d'après une nouvelle de Gédéon PICOT, avec notamment Alexandre Brasseur (diffusion France 3).

#### La scène toujours

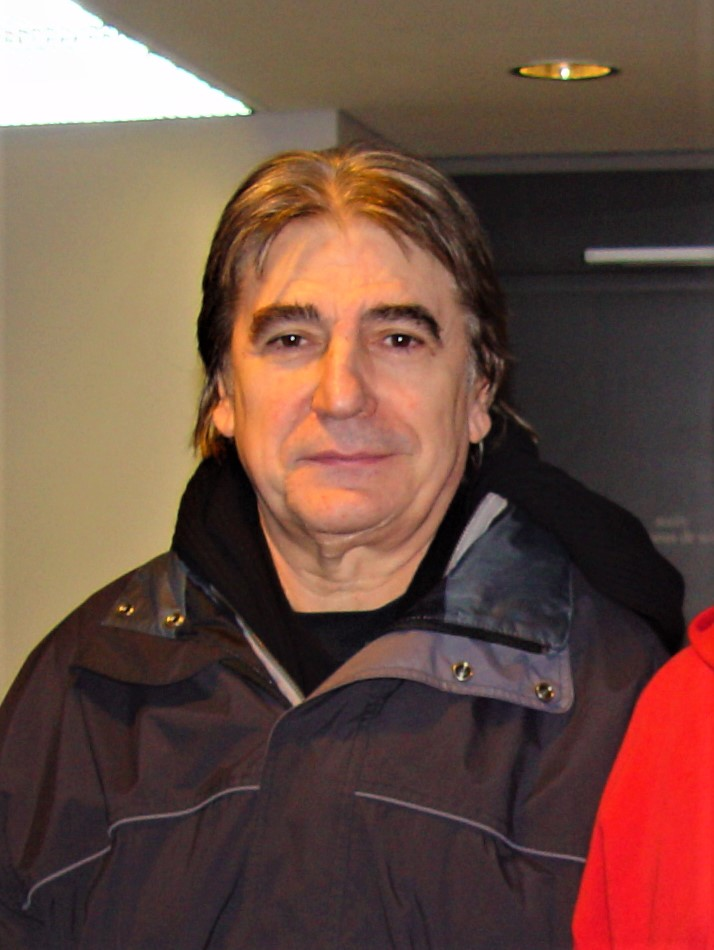
Serge Lama avant un concert en 2007.

Serge Lama repart en tournée puis se produit de nouveau au Palais des congrès en janvier 1995. Le 8 décembre de cette même année, il est le parrain du Téléthon.
En mars 1996, il retourne à l'Olympia, avant que le music-hall ne subisse de profondes rénovations. Un 6e album live, L'Ami, sort en octobre.
Après avoir créé le spectacle de L'Ami au Québec début 1998, il se produit en novembre 1998 à l’Olympia accompagné d’un orchestre symphonique puis en tournée. De ce spectacle sortira un 7e album live symphonique. Deux versions de ce spectacle seront enregistrées, une avec l'orchestre symphonique de Québec et une avec l'orchestre symphonique philharmonique de l'Île-de-France. Un DVD sera également produit avec la version québécoise du spectacle.
En 1999, il participe pour la première fois au concert des Enfoirés. Il y participera à nouveau en 2000, 2002 puis 2011.
Un album différent Feuille à feuille paraît en novembre 2001. En 2002, il retrouve l'Olympia (du 16 au 18 et du 26 au 31 mars) puis part en tournée avec un récital acoustique accompagné par trois musiciens, Yann Benoist à la guitare, Sergio Tomassi à l'accordéon et Nicolas Montazaud aux percussions.
En 2003, pour ses 60 ans et ses quarante ans de carrière, il se produit pour un concert unique à Bercy devant 12 000 spectateurs. Isabelle Boulay, Alice Dona, Marie-Paule Belle, Lena Ka sont ses invitées sur scène. Un disque live Un jour, une vie sort en avril. Serge Lama enregistre un album de duos avec des chanteuses comme Lara Fabian, Lynda Lemay, Anggun et un duo virtuel avec Dalida. Nommé Pluri((elles)), le disque sort en novembre. Si depuis déjà plusieurs années, il est moins présent médiatiquement, il ne l'est pas moins sur scène. À partir de février 2004, seul en scène avec l'accordéoniste Sergio Tomassi, il sillonne les routes avec la tournée Accordéonissi'mots et cela jusqu’en avril 2007. Le tour compte une longue étape parisienne au Théâtre Marigny du 29 septembre au 26 novembre et deux tournées au Québec (un 9e live est produit).
En 2007, le chanteur publie un recueil de textes érotiques intitulé Sentiments Sexe Solitude.
Son 18e album original L'âge d'horizons sort le 3 novembre 2008. Serge Lama est en tournée en mars-avril 2009, puis en automne jusqu'au Palais des congrès (16 au 18 décembre). Ce nouveau tour de piste se poursuit jusqu'en mai 2010. En 2011, la tournée reprend avec un nouveau passage à l'Olympia les 7, 8 et 9 octobre.

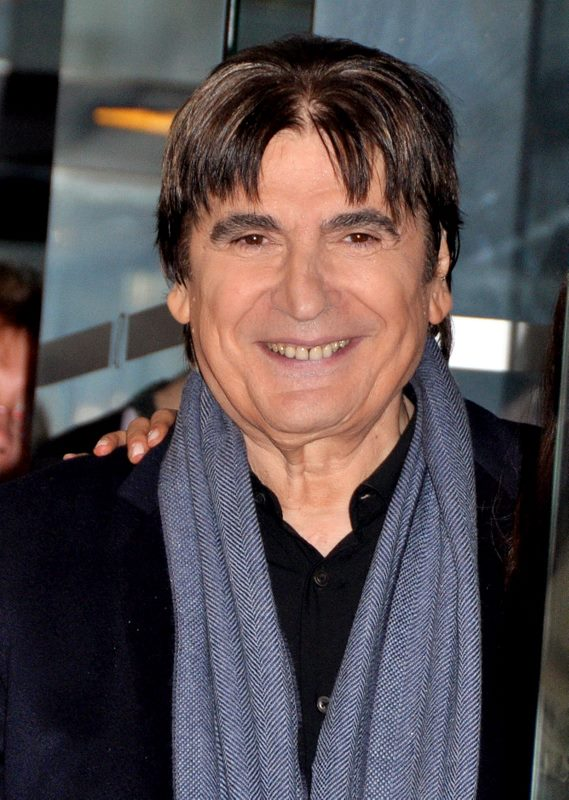
Serge Lama en 2012.

L'année suivante, il est contraint à une pause forcée, durant une grande partie de l'année, à la suite d'une opération de la hanche.
Début décembre 2012, sort un double album anniversaire, La Balade du poète, reprenant des anciennes chansons réarrangées ainsi que trois titres inédits écrits à l'adolescence et une toute nouvelle chanson écrite expressément pour ce disque.
Début 2013, Serge Lama participe à l'album de Jean-Félix Lalanne Une voix, une guitare, sur lequel il reprend la chanson Vingt ans de Léo Ferré.
Serge Lama est en tournée et sur la scène de l'Olympia du 8 au 17 février 2013 afin de fêter ses 70 ans et 50 ans de carrière. En février, il refuse une Victoire d'honneur aux Victoires de la musique. En juin, il participe aux Francofolies de Montréal. Ce même mois, il reçoit deux prix reconnaissant ses talents d'auteur : de l'Académie française, la grande médaille de la chanson française ; de la Sacem, la médaille de vermeil pour l’ensemble de son œuvre.
En 2014, les éditions Flammarion font paraître l'intégrale de ses chansons dans le livre Serge Lama, un homme de paroles. Le chanteur s’est vu remettre aussi le prix Nikos Gatsos en récompense de ses talents de parolier ; en 2016 notamment, il co-écrit avec Francis Cabrel la chanson Plus qu'ailleurs pour l’album Encore un soir de Céline Dion.
Son nouvel album Où sont passés nos rêves sort le 4 novembre 2016, une semaine après le décès, le 25 octobre 2016, de sa femme, Michèle Potier, à l'âge de 71 ans, victime d'un accident vasculaire cérébral.
Pour ses 75 ans, Serge Lama chante à l'Olympia de Paris du 9 au 14 février 2018.
En octobre 2020, il écrit et chante en duo avec Gilles Dreu le titre L'amitié, sur le nouvel album de ce dernier : Le comptoir des amis.
Le 19 janvier 2021, en raison de la prolongation de fermeture des salles de spectacle liée à la pandémie de Covid-19, il est contraint d'annuler sa tournée « Adieu chère province », durant laquelle il prévoyait de se produire à travers la France pour la dernière fois.
En octobre 2022, Serge Lama annonce la fin de sa carrière avec un ultime album nommé Aimer.
Le 5 février 2023, il reçoit le Prix Napoleon d’Honneur du Festival Napoleon, par David Serero, pour sa contribution exceptionnelle à la culture Française. La cérémonie est suivie par un entretien dans lequel il raconte les origines de la création de cette œuvre,.
Le 10 février 2023, il reçoit une Victoire de la Musique d'honneur lors de la 38e cérémonie des Victoires de la musique.

### Vie privée
Le 16 décembre 1968, il épouse Daisy Brun à l'église Saint-Hippolyte de Paris. Elle deviendra son attachée de presse.
Le 17 juin 1991, il épouse Michèle Potier (1945-2016), sa compagne depuis vingt ans et la mère de son fils Frédéric, né en Corse, le 23 septembre 1981 (alors que Serge Lama est en tournée au Canada). Pour le préserver des journalistes, son existence est cachée presque deux ans.
Le 25 octobre 2016, sa femme Michèle Potier succombe à un accident vasculaire cérébral à l'âge de 71 ans.
En février 2021, alors qu'il fête son 78e anniversaire, il épouse son assistante et manageuse Luana Santonino, alors âgée de 44 ans, également sa compagne depuis des années. La cérémonie a lieu dans l'intimité à la mairie du 7e arrondissement de Paris.

### Décorations
- Chevalier de la Légion d'honneur[30]
- Commandeur de l'ordre des Arts et des Lettres[31]

## Discographie
Serge Lama a publié vingt-quatre albums studio et neuf albums live.
Plusieurs chiffres différents apparaissent dans les médias concernant les ventes de disques du chanteur, variant entre 12 millions,, et près de 25 millions,,.

## Filmographie
- 1980 : Alors... Heureux ? de Claude Barrois
- 1994 : Placé en garde à vue, série télévisée (une saison, 26 épisodes)[38]
- 1999 : La Courte Échelle avec Alexandre Brasseur, de Thierry Poirier, d'après une nouvelle de Gédéon Picot (diffusion France 3[39]).

## Théâtre
- 1991 : La Facture de Françoise Dorin, mise en scène Raymond Gérôme, Théâtre des Bouffes-Parisiens
- 1995 : Toâ de Sacha Guitry, mise en scène Stéphane Hillel, Théâtre Édouard VII

## Prix et distinctions
- 1968 : Prix de l'Académie Charles-Cros pour son album D'aventures en aventures
- 1969 : Lauréat du concours de la Rose d'or d'Antibes avec la chanson Une île
- 1974 : Oscar de la chanson française pour Les P'tites Femmes de Pigalle
- 1985 : Prix du Brigadier avec Yves Gilbert, Hubert Monloup et Jacques Rosny pour Napoléon, Théâtre Marigny
- 1987 : Victoire de la musique pour Napoléon[40]
- 2013 : Grande médaille de la chanson française décernée par l'Académie française
- 2013 : Prix spécial de la Sacem pour l'ensemble de sa carrière
- 2013 : Prix Nikos Gatsos
- 2023 : Prix Napoléon d'honneur du festival Napoléon
- 2023 : Victoire de la musique d'honneur

## Publications
- 2007 : Sentiment, Sexe, Solitude, éditions Anne Carrière
- 2014 : Un homme de paroles. L'intégrale de mes chansons, éditions Flammarion
- 2021 : Ma vie, mes plus grandes chansons, illustrées par mes peintres préférés, éditions Beaux-Arts